# Tonko Bossen
Tonko Bossen (Països Baixos, 10 de juny de 1998) és un actor i cineasta neerlandès. El 2022, completarà el seu curs de Cinematografia a l'Acadèmia de Cinema dels Països Baixos.

## Filmografia

### Cinema
- 2013: Nooit te oud
- 2014: Oorlogsgeheimen
- 2014: Nena
- 2015: Doorbijten
- 2016: Kappen!
- 2017: Turn it around
- 2018: Cobain

### Televisió
- 2014: A'dam - E.V.A.
- 2015-2016: SpangaS
- 2015: Tessa
- 2016: Danni Lowinski
- 2016: Lost in the Game
- 2016: De Maatschap
- 2016: Centraal Medisch Centrum
- 2017: De mannentester
- 2018: Nieuwe buren
- 2018: Zomer in Zeeland
- 2018: Der Amsterdam Krimi. Labyrinth des Todes
- 2019: Oogappels
- 2019: Flikken Rotterdam
- 2021: Follow the SOA